# IX район (Турку)
IX район или Лянсиранта (фин. IX kaupunginosa - Länsiranta, швед. IX stadsdel - Väststranden) — один из центральных районов города Турку, входящий в Центральный территориальный округ.

## Географическое положение
Район расположен на западном берегу реки Аурайоки, между холмом Какола (фин. Kakolamäki) и VIII районом - Порт Артур.

## Достопримечательности
На территории IX района расположен ряд музеев - Forum Marinum, Суомен Йоутсен, а также консерватория Турку.

## Население
В 2004 году население района составляло 4 720 человек, из которых дети моложе 15 лет составляли 11,83 %, а старше 65 лет — 11,98 %. Финским языком в качестве родного владели 90,76 %, шведским — 6,13 %, а другими языками — 3,10 % населения района.